# Russische Meisterschaften im Skispringen 2006
Die russischen Meisterschaften im Skispringen 2006 fanden vom 25. bis zum 28. Februar in Nischni Nowgorod auf der Schanzenanlage Petschory statt. Im Einzel von der Normalschanze holte Dmitri Ipatow seinen ersten Meistertitel, ehe tags darauf Denis Kornilow seinen Titel von der Großschanze erfolgreich verteidigen konnte. Im Team gewann die Delegation aus der Republik Baschkortostan um den besten russischen Athleten der Weltcup-Saison Dmitri Wassiljew.

## Austragungsort
| \| Nischni Nowgorod \| |
| Nischni Nowgorod       |

| Nischni Nowgorod |

## Ergebnisse

### Normalschanze
| Platz | Name                 | Föderationssubjekt      | Weite 1 | Weite 2 | Punkte |
| ----- | -------------------- | ----------------------- | ------- | ------- | ------ |
| 01.   | Dmitri Ipatow        | Oblast Magadan          | 087,5   | 082,0   | 250,5  |
| 02.   | Denis Kornilow       | Oblast Nischni Nowgorod | 084,5   | 085,5   | 250,0  |
| 03.   | Ildar Fatkullin      | Republik Baschkortostan | 081,5   | 085,0   | 241,5  |
| 04.   | Dmitri Wassiljew     | Republik Baschkortostan | 080,5   | 086,0   | 240,0  |
| 05.   | Anton Kalinitschenko | Oblast Kemerowo         | 083,0   | 077,5   | 230,5  |
| 06.   | Maxim Zubina         | Oblast Magadan          | 084,5   | 077,5   | 229,0  |
| 07.   | Ilja Rosljakow       | Moskau                  | 081,0   | 078,5   | 227,0  |
| 08.   | Dmitri Schutschichin | Oblast Nischni Nowgorod | 079,0   | 076,5   | 219,5  |
| 09.   | Robert Fatkullin     | Republik Baschkortostan | 080,0   | 075,5   | 216,0  |
| 10.   | Alexander Tschalzew  | Republik Tatarstan      | 080,0   | 074,0   | 213,5  |

Datum: 25. Februar 2006
Schanze: Normalschanze K-80
Russischer Meister 2005:  Dmitri Wassiljew
Teilnehmer: 50 + 1
Am Wettbewerb nahm neben den 50 Athleten auch die außer Konkurrenz startende Xenija Tscherijanowskaja teil. Mit seinem Sprung auf 87,5 Meter lag Dmitri Ipatow nach dem ersten Durchgang deutlich in Führung. Dieser Vorsprung verkleinerte sich zwar im Finaldurchgang um sechs Punkte, doch war Ipatow in der Endabrechnung der beste Athlet des Wettbewerbs.

### Großschanze
| Platz | Name                 | Föderationssubjekt      | Weite 1 | Weite 2 | Punkte |
| ----- | -------------------- | ----------------------- | ------- | ------- | ------ |
| 01.   | Denis Kornilow       | Oblast Nischni Nowgorod | 120,0   | 119,0   | 267,2  |
| 02.   | Dmitri Wassiljew     | Republik Baschkortostan | 122,0   | 119,0   | 266,3  |
| 03.   | Dmitri Ipatow        | Oblast Magadan          | 118,0   | 098,0   | 216,8  |
| 04.   | Maxim Zubina         | Oblast Magadan          | 110,0   | 088,0   | 181,4  |
| 05.   | Ildar Fatkullin      | Republik Baschkortostan | 098,0   | 093,0   | 169,3  |
| 06.   | Ilja Rosljakow       | Moskau                  | 099,5   | 083,5   | 153,9  |
| 07.   | Anton Kalinitschenko | Oblast Kemerowo         | 106,0   | 075,0   | 151,3  |
| 08.   | Dmitri Schutschichin | Oblast Nischni Nowgorod | 100,0   | 083,0   | 150,9  |
| 09.   | Alexander Tschalzew  | Republik Tatarstan      | 103,5   | 071,0   | 136,6  |
| 10.   | Andrei Barmenkow     | Oblast Nischni Nowgorod | 091,5   | 082,5   | 136,2  |

Datum: 27. Februar 2006
Schanze: Normalschanze K-110
Russischer Meister 2005:  Denis Kornilow
Teilnehmer: 51
Der Wettbewerb von der Großschanze offenbarte große Leistungsunterschiede im russischen Skispringen. So kämpften in der Spitze lediglich Vorjahressieger Denis Kornilow und Topfavorit Dmitri Wassiljew um den Titel. Letztlich entschieden die Haltungsnoten den Wettbewerb zugunsten Kornilows, der in der Addition zwei Meter kürzer sprang als Wassiljew. Mit fast 50 Punkten Rückstand auf Rang zwei folgte Dmitri Ipatow, der unangefochten den dritten Platz belegte. Insgesamt gab es zehn Sprünge über hundert Meter.

### Team
| Platz | Team                      | Namen                                                                      | Weite 1                 | Weite 2                 | Punkte |
| ----- | ------------------------- | -------------------------------------------------------------------------- | ----------------------- | ----------------------- | ------ |
| 01.   | Republik Baschkortostan I | Robert Fatkullin Emil Muljukow Ildar Fatkullin Dmitri Wassiljew            | 083,0 096,5 100,0 118,5 | 095,5 107,0 108,0 124,0 | 813,5  |
| 02.   | Oblast Nischni Nowgorod I | Sergei Koschewnikow Andrei Barmenkow Dmitri Schutschichin Denis Kornilow   | 082,5 090,5 094,0 116,5 | 090,5 100,5 105,0 117,0 | 751,2  |
| 03.   | Moskau                    | Alexei Silajew Jewgeni Plechow Waleri Kobelew Ilja Rosljakow               | 083,5 104,0 072,0 104,0 | 093,0 107,0 083,0 093,5 | 646,5  |
| 04.   | Oblast Magadan            | Wiktor Loschkarew Wassili Denissjuk Maxim Zubina Dmitri Ipatow             | 063,5 063,0 099,0 112,0 | 067,5 060,5 107,0 114,5 | 524,6  |
| 05.   | Region Perm I             | Stanislaw Oschtschepkow Sergei Iwanow Pawel Jeremejewski Stepan Gradobojew | 072,5 089,0 078,0 076,0 | 075,0 096,5 094,0 072,0 | 458,4  |

Datum: 28. Februar 2006
Schanze: Großschanze K-110
Russischer Meister 2005:  Oblast Nischni Nowgorod
Teilnehmende Teams / Föderationssubjekte: 13 / 8
Weitere Platzierungen:

06. Platz:  Oblast Nischni Nowgorod II

07. Platz:  Republik Tatarstan

08. Platz:  Oblast Nischni Nowgorod III

09. Platz:  Sankt Petersburg I

10. Platz:  Republik Baschkortostan II

11. Platz:  Oblast Kemerowo

12. Platz:  Region Perm II

13. Platz:  Sankt Petersburg II

## Medaillenspiegel
| Platz | Föderationssubjekt      |   |   |   |   |
| ----- | ----------------------- | - | - | - | - |
| 1     | Oblast Nischni Nowgorod | 1 | 2 | 0 | 3 |
| 2     | Republik Baschkortostan | 1 | 1 | 1 | 3 |
| 3     | Oblast Magadan          | 1 | 0 | 1 | 2 |
| 4     | Moskau                  | 0 | 0 | 1 | 1 |
| Total | Total                   | 3 | 3 | 3 | 9 |